# Ronde van Frankrijk 2010/Derde etappe

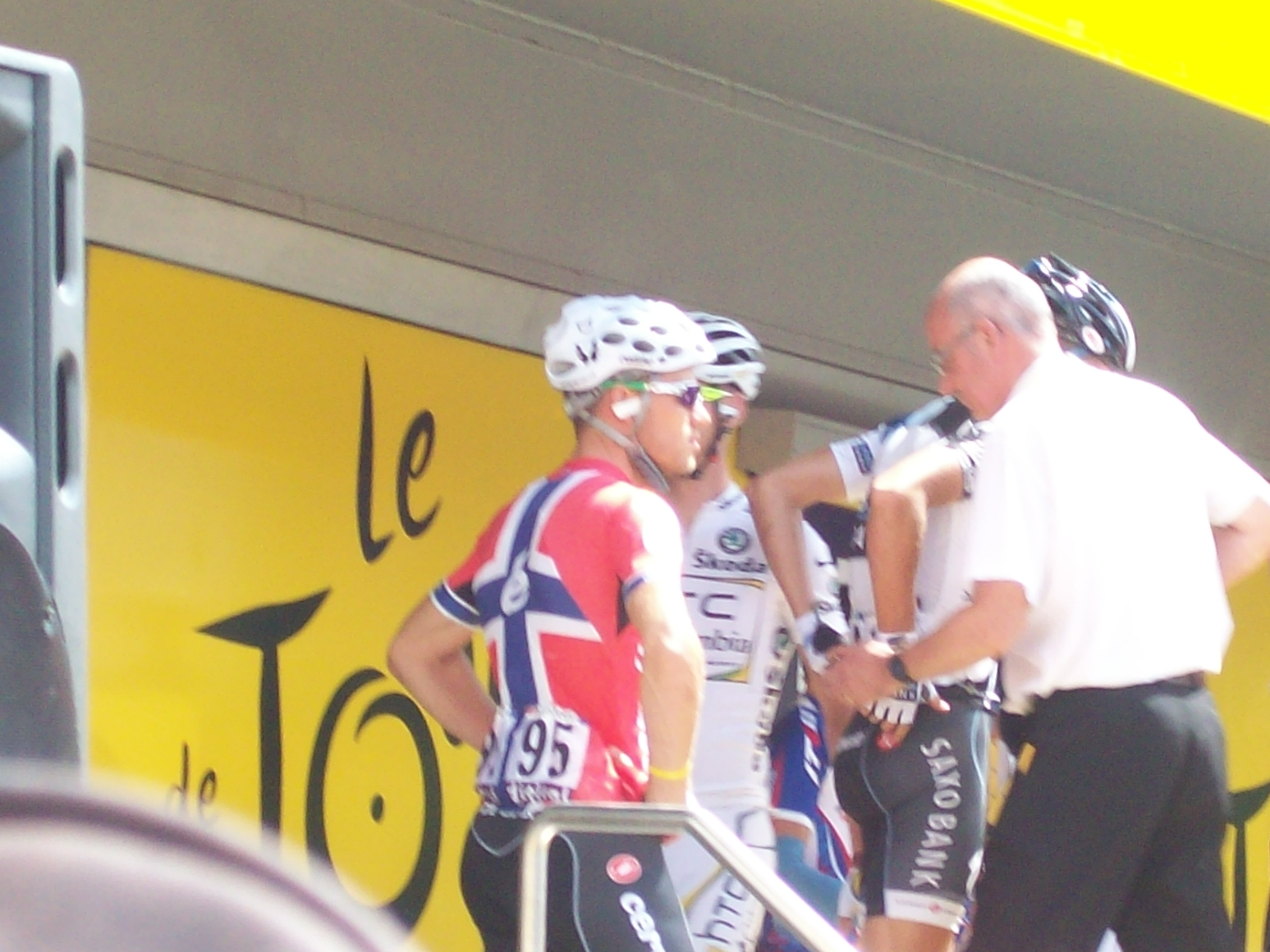
Thor Hushovd meldt zich aan de start van de derde etappe

De derde etappe van de Ronde van Frankrijk 2010 werd verreden op dinsdag 6 juli 2010 over een afstand van 213 kilometer van Wanze naar Arenberg-Porte du Hainaut.

## Route
De start van de derde etappe vond plaats in het Belgische Wanze, vlak bij Hoei, waar jaarlijks de finish van de Waalse Pijl plaatsvindt. Nadat de renners de eerste tussensprint nabij Namen waren gepasseerd, konden ze bij Bothey de enige punten van deze etappe voor het bergklassement behalen op een klim van de 4e categorie. Verderop in het parcours waren zeven kasseistroken opgenomen, met een totale lengte van ongeveer 13 kilometer. De finish vond plaats in het Franse Arenberg-Porte du Hainaut, vlak bij de beruchte kasseistroken uit Parijs-Roubaix in het Bos van Wallers-Arenberg.

## Verloop

### Bergsprint
| Beklimming Côte de Bothey na 48,0 km | Beklimming Côte de Bothey na 48,0 km | Beklimming Côte de Bothey na 48,0 km | 4e cat. 1,4 km à 3,4 % | 4e cat. 1,4 km à 3,4 % |
| Plaats                               | Naam                                 | Naam                                 | Punten                 |                        |
| Winnaar                              | Ryder Hesjedal                       | Ryder Hesjedal                       | 3                      |                        |
| 2                                    | Steven Cummings                      | Steven Cummings                      | 2                      |                        |
| 3                                    | Stéphane Augé                        | Stéphane Augé                        | 1                      |                        |

### Tussensprints
| Tussensprint Saint-Servais na 35,0 km |                 |        |
| Plaats                                | Naam            | Punten |
| Winnaar                               | Roger Kluge     | 6      |
| 2                                     | Ryder Hesjedal  | 4      |
| 3                                     | Steven Cummings | 2      |

| Tussensprint Nijvel na 71,5 km |                             |        |
| Plaats                         | Naam                        | Punten |
| Winnaar                        | Roger Kluge                 | 6      |
| 2                              | Pierre Rolland (wielrenner) | 4      |
| 3                              | Imanol Erviti               | 2      |

| Tussensprint Pipaix na 151,5 km |               |        |
| Plaats                          | Naam          | Punten |
| Winnaar                         | Roger Kluge   | 6      |
| 2                               | Pavel Broett  | 4      |
| 3                               | Imanol Erviti | 2      |

## Rituitslag
| Plaats  | Naam                  | Ploeg              | Tijd      |
| ------- | --------------------- | ------------------ | --------- |
| Winnaar | Thor Hushovd          | Cervélo            | 4u 49'38" |
| 2       | Geraint Thomas        | Sky                | z.t       |
| 3       | Cadel Evans           | BMC Racing Team    | z.t.      |
| 4       | Ryder Hesjedal        | Garmin-Transitions | z.t       |
| 5       | Andy Schleck          | Saxo Bank          | z.t.      |
| 6       | Fabian Cancellara     | Saxo Bank          | z.t.      |
| 7       | Johan Vansummeren     | Garmin-Transitions | op 00'53" |
| 8       | Bradley Wiggins       | Sky                | z.t.      |
| 9       | Jurgen van den Broeck | Omega Pharma-Lotto | z.t       |
| 10      | Alexander Vinokourov  | Astana             | z.t.      |
|         |                       |                    |           |
| 27      | Martijn Maaskant      | Garmin-Transitions | op 02'08" |

## Strijdlustigste renner
| Renner         | Land   | Ploeg                   |
| -------------- | ------ | ----------------------- |
| Ryder Hesjedal | Canada | Team Garmin-Transitions |

## Algemeen klassement
| Plaats    | Naam                  | Ploeg              | Tijd       |
| --------- | --------------------- | ------------------ | ---------- |
| Gele trui | Fabian Cancellara     | Saxo Bank          | 14u 54'00" |
| 2         | Geraint Thomas        | Sky                | op 00'23"  |
| 3         | Cadel Evans           | BMC Racing Team    | op 00'39"  |
| 4         | Ryder Hesjedal        | Garmin-Transitions | op 00'46"  |
| 5         | Sylvain Chavanel      | Quick Step         | op 01'01"  |
| 6         | Andy Schleck          | Saxo Bank          | op 01'09"  |
| 7         | Thor Hushovd          | Cervélo            | op 01'19"  |
| 8         | Alexander Vinokourov  | Astana             | op 01'31"  |
| 9         | Alberto Contador      | Astana             | op 01'40"  |
| 10        | Jurgen van den Broeck | Omega Pharma-Lotto | op 01'42"  |
|           |                       |                    |            |
| 25        | Martijn Maaskant      | Garmin-Transitions | op 02'57"  |

## Nevenklassementen

### Puntenklassement
| Plaats      | Naam             | Ploeg              | Punten |
| ----------- | ---------------- | ------------------ | ------ |
| Groene trui | Thor Hushovd     | Cervélo            | 63     |
| 2           | Geraint Thomas   | Sky                | 49     |
| 3           | Sylvain Chavanel | Quick Step         | 44     |
|             |                  |                    |        |
| 6           | Jürgen Roelandts | Omega Pharma-Lotto | 36     |
| 33          | Lars Boom        | Rabobank           | 12     |

### Bergklassement
| Plaats        | Naam             | Ploeg        | Punten |
| ------------- | ---------------- | ------------ | ------ |
| Bolletjestrui | Jérôme Pineau    | Quick Step   | 13     |
| 2             | Sylvain Chavanel | Quick Step   | 8      |
| 3             | Rein Taaramäe    | Cofidis      | 8      |
|               |                  |              |        |
| 4             | Maxime Monfort   | HTC-Columbia | 5      |

### Jongerenklassement
| Plaats     | Naam             | Ploeg              | Tijd       |
| ---------- | ---------------- | ------------------ | ---------- |
| Witte trui | Geraint Thomas   | Sky                | 14u 54'23" |
| 2          | Andy Schleck     | Saxo Bank          | op 00'46"  |
| 3          | Roman Kreuziger  | Liquigas-Doimo     | op 02'01"  |
|            |                  |                    |            |
| 9          | Jürgen Roelandts | Omega Pharma-Lotto | op 02'47"  |
| 11         | Robert Gesink    | Rabobank           | op 02'53"  |

### Ploegenklassement
| Plaats | Ploeg              | Tijd       |
| ------ | ------------------ | ---------- |
| 1      | Saxo Bank          | 44u 45'55" |
| 2      | Garmin-Transitions | op 00'11"  |
| 3      | Sky                | op 00'25"  |

## Opgaves
- Christian Vande Velde (Team Garmin-Transitions) (niet gestart)
- Niki Terpstra (Team Milram) (niet gestart)
- David Le Lay (AG2R-La Mondiale)
- Fränk Schleck (Team Saxo Bank)